# Paraeuchaeta bisinuata
Paraeuchaeta bisinuata är en kräftdjursart som först beskrevs av Georg Ossian Sars 1907.  Paraeuchaeta bisinuata ingår i släktet Paraeuchaeta och familjen Euchaetidae. Inga underarter finns listade i Catalogue of Life.